# Ambassade des États-Unis en Suède
L'ambassade des États-Unis en Suède est la représentation diplomatique des États-Unis auprès de la Suède. Elle est située à Stockholm, la capitale.

## Histoire
L'origine des relations diplomatiques entre les deux pays commence en 1782, quand Benjamin Franklin, alors ambassadeur en France, est nommé ministre plénipotentiaire. Il dirige la relation depuis Paris et ne se rend pas en Suède. Il négocie cependant un « traité d'amitié et de commerce » avec le ministre suédois des Affaires étrangères à Paris.